# Саут-Коутсвілл (Пенсільванія)
Саут-Коутсвілл (англ. South Coatesville) — місто (англ. borough) в США, в окрузі Честер штату Пенсільванія. Населення — 1601 особа (2020).

## Географія
Саут-Коутсвілл розташований за координатами 39°58′18″ пн. ш. 75°48′43″ зх. д. / 39.97167° пн. ш. 75.81194° зх. д. (39.971712, -75.811829).  За даними Бюро перепису населення США в 2010 році місто мало площу 4,57 км², з яких 4,50 км² — суходіл та 0,07 км² — водойми.

## Демографія
Згідно з переписом 2010 року, у селищі мешкали 1303 особи в 501 домогосподарстві у складі 326 родин. Густота населення становила 285 осіб/км².  Було 551 помешкання (121/км²).
Расовий склад населення:
| - 47,9 % — чорних або афроамериканців - 41,6 % — білих - 0,3 % — азіатів - 0,2 % — корінних американців - 4,8 % — осіб інших рас |

До двох чи більше рас належало 5,2 %. Частка іспаномовних становила 13,0 % від усіх жителів.
За віковим діапазоном населення розподілялося таким чином: 26,6 % — особи молодші 18 років, 61,4 % — особи у віці 18—64 років, 12,0 % — особи у віці 65 років та старші. Медіана віку мешканця становила 32,9 року. На 100 осіб жіночої статі у селищі припадало 88,0 чоловіків;  на 100 жінок у віці від 18 років та старших — 86,0 чоловіків також старших 18 років.
Середній дохід на одне домашнє господарство  становив 76 498 доларів США (медіана — 55 588), а середній дохід на одну сім'ю — 81 823 долари (медіана — 61 250). Медіана доходів становила 56 181 долар для чоловіків та 43 882 долари для жінок. За межею бідності перебувало 19,3 % осіб, у тому числі 26,4 % дітей у віці до 18 років та 5,2 % осіб у віці 65 років та старших.
Цивільне працевлаштоване населення становило 721 особа. Основні галузі зайнятості: освіта, охорона здоров'я та соціальна допомога — 27,6 %, виробництво — 18,2 %, науковці, спеціалісти, менеджери — 13,5 %, роздрібна торгівля — 11,2 %.